# 一栗高春
一栗 高春（いちくり たかはる、生年不詳 - 慶長19年6月1日（1614年7月7日））は、安土桃山時代から江戸時代初期にかけての武将。豊後守。兵部。大崎氏家臣一栗放牛の孫。
天正18年（1590年）に起こった葛西大崎一揆の際には、祖父と共に一揆方につき佐沼城に籠城し、攻め寄せる伊達政宗らの率いる大軍を相手に奮戦したが城は落城、高春は落城寸前に落ち延びることとなった（祖父・放牛は城で戦死、92歳であったという）。
逃亡後、高春の武勇を買った最上義光に1000石で召抱えられ鶴岡城の城番を任される信頼を得た。
慶長19年（1614年）の大坂冬の陣直前に、義光の三男清水義親と共に大坂方に通じている嫌疑をかけられ、新関久正に誅殺された。